# 串崎車輌
串崎車輌株式会社（くしざきしゃりょう、英: Kushizaki Sharyou Co.,Ltd.）は、千葉県松戸市に本社を置く鉄道車両メーカー。
元々は大栄車輌の椚山工場であったが廃業が決まり、当時担当役員を務めていた君塚弘が発起人となって分離独立した。
車両の新製をすることはなく、在来車両の改造工事などをメインに行っている。現業の事業所は京成電鉄（元新京成電鉄）のくぬぎ山車両基地内にあり、同社車両の修繕・更新工事のほか、東京地下鉄、東京都交通局（都電荒川線）、銚子電気鉄道、小湊鉄道、東日本旅客鉄道、東急電鉄などの車両工事も請け負っている。
2016年9月に本社を船橋市前原西2丁目14番1号から松戸市串崎新田187番地の1へ移転。

## 事業所
本社
- 千葉県松戸市串崎新田187番地の1

くぬぎ山工場
- 千葉県松戸市串崎新田190番地の2
  - 京成電鉄くぬぎ山車両基地内。